# 格勞卡爾山
47°7′55″N 12°9′56″E / 47.13194°N 12.16556°E

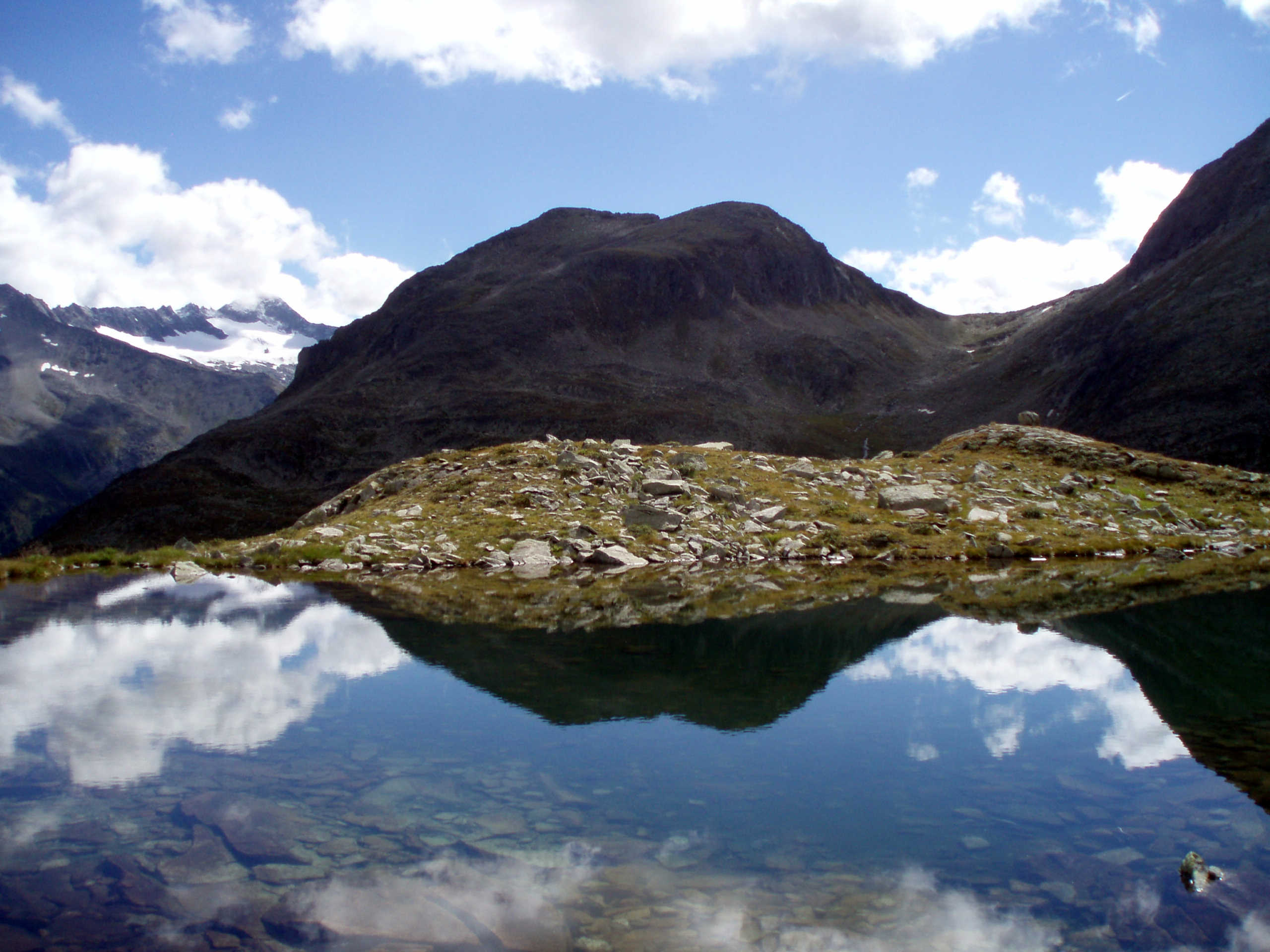

格勞卡爾山（德語：Graukarkopf），是奧地利的山峰，位於該國中部，由薩爾茨堡州負責管轄，屬於齊勒塔爾阿爾卑斯山脈的一部分，處於溫德塔爾山東北面，海拔高度2,663米。